# Palacio consistorial del XIV Distrito de París
El palacio consistorial del XIV Distrito de París es el edificio que alberga los servicios municipales del 14 distrito de París, Francia. Se encuentra Place Ferdinand-Brunot

## Histórico

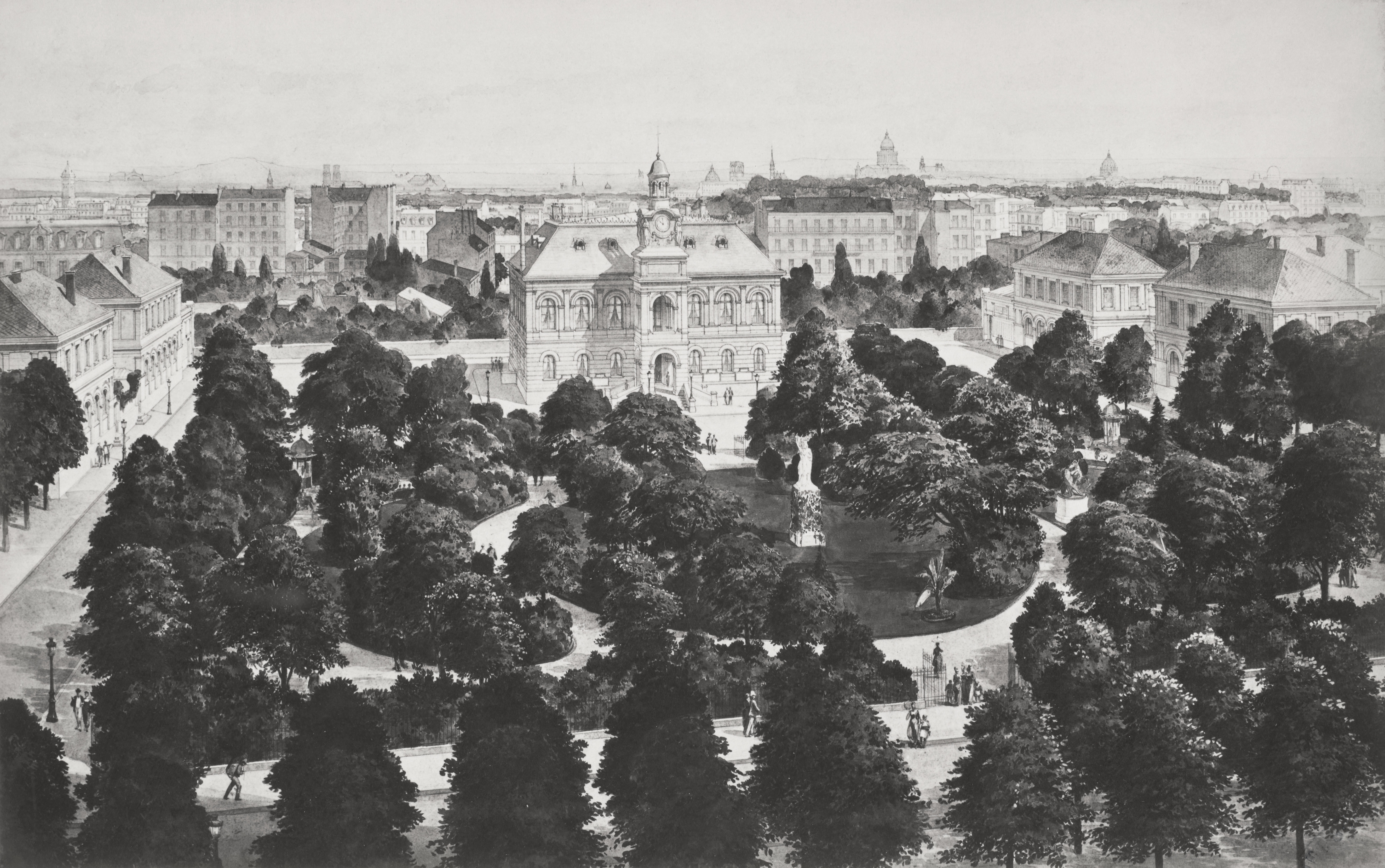
El ayuntamiento y la plaza de Montrouge antes de 1870.

### El ayuntamiento de Montrouge
En la primera mitad del siglo XIX, el Petit-Montrouge, más grande que el actual distrito del mismo nombre, pertenece al territorio de la comuna de Montrouge. Situada más cerca de París y separada, desde principios de la década de 1840, de la Gran Montrouge » por el muro de Thiers y una zona de servidumbre militar no edificable, se desarrolla más rápidamente que su centro histórico. A mediados siglo XIX, 7000 habitantes vivían en Petit-Montrouge contra 3000 en Grand-Montrouge En 1846, el municipio decidió construir un nuevo conjunto que reúniese el ayuntamiento y las escuelas de niños y niñas. Diseñado por el arquitecto Claude Naissant el ayuntamiento fue construido entre 1851 y 1855.
De escala modesta, este edificio fue objeto de un tratamiento cuidadoso. Es un edificio cuadrado de dos plantas. La planta baja está tratada en cajetín corrido en mesa. Las ventanas del primer piso son de arco y están separadas por pilastras corintias que sostienen un friso con modillones y cabezas de león. Arriba, hay un piso del ático, perforado con ventanas en forma de ojo de buey. Está cubierto con un largo techo a cuatro aguas a dos aguas. El cuerpo de vanguardia central está flanqueado por cuatro estatuas de Hyacinthe Chevalier que personifican los actos del Registro Civil y enmarcan los ángulos del campanario. Éste está rematado con un techo de pabellón rematado por una linterna que alberga una campana. El artesonado de roble esculpido del salón de bodas también muestra el cuidado que se le da a este edificio.

### El edificio actual
La ley del 16 de junio de 1859 incorporó el Petit-Montrouge de París, y el antiguo ayuntamiento de Montrouge se conviertio en el ayuntamiento del 14 Distrito de nueva creación. Fue ampliado entre 1882 y 1891 por Émile Auburtin.
La parte central del edificio va de 3 a 5 tramos a ambos lados del porche y el pabellón central. El cuerpo de vanguardia y el campanario fueron reconstruidos por completo y se retiraron las estatuas de Hyacinthe Chevalier. En cada extremo se construyeron dos pabellones de esquina, de tres pisos de altura bajo el alero. El nuevo ayuntamiento tiene dos pequeños patios interiores.
En 1889 Maurice Chabas ganó un concurso abierto por el municipio para la ejecución de paneles pintados destinados a decorar el gran salón de bodas. El conjunto incluye tres pinturas sobre lienzo montado insertado en la carpintería, que tienen los temas de El Compromiso, La Comida Nupcial y La Familia.
En 1936, el patio de la izquierda se cubrió con una notable bóveda de hormigón traslúcido.
El sótano se convirtió a finales de la década de 1930 en un refugio de defensa pasiva. En 1936, Georges Sébille construyó un anexo cerca.

Plafond de la salle des mariages
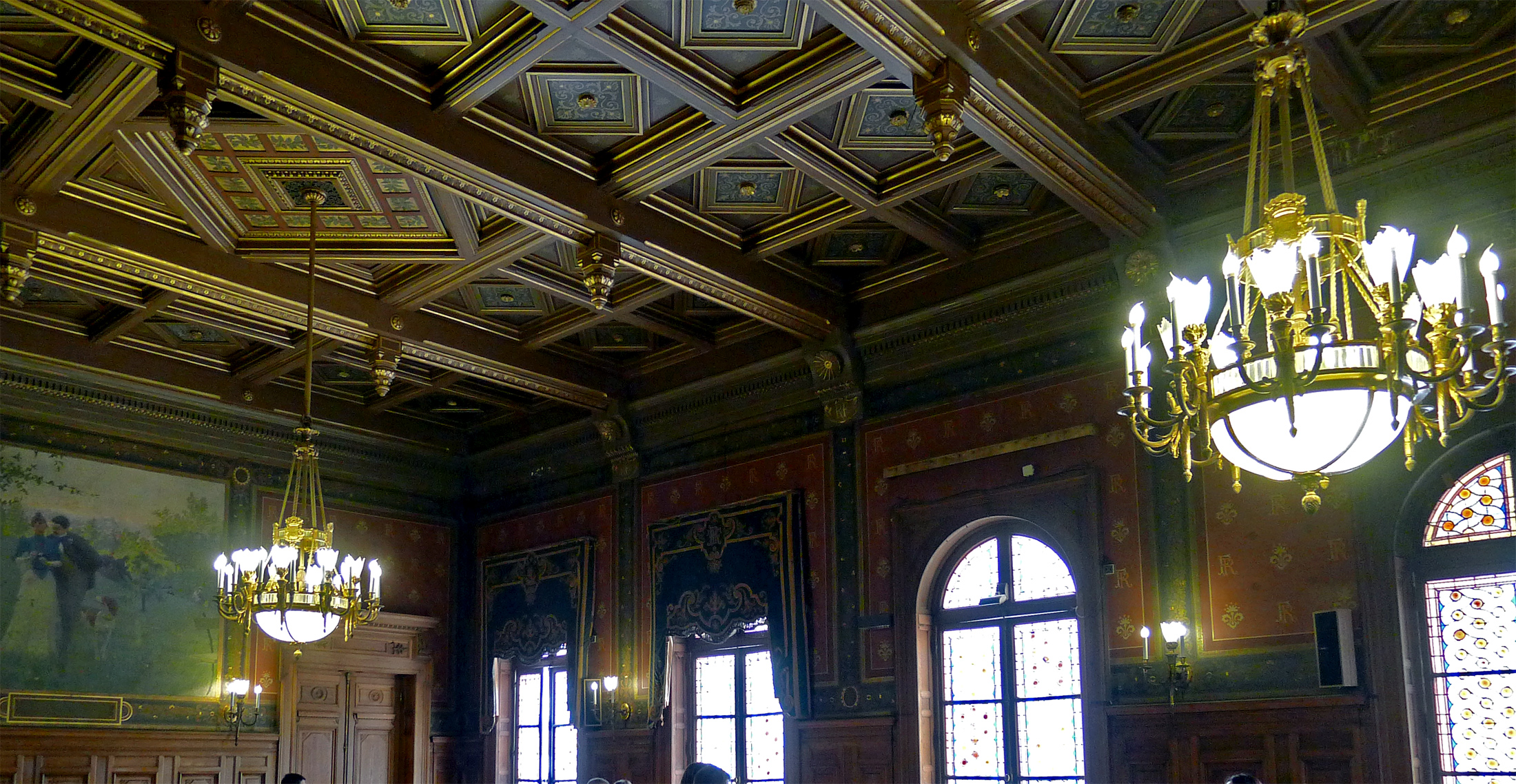
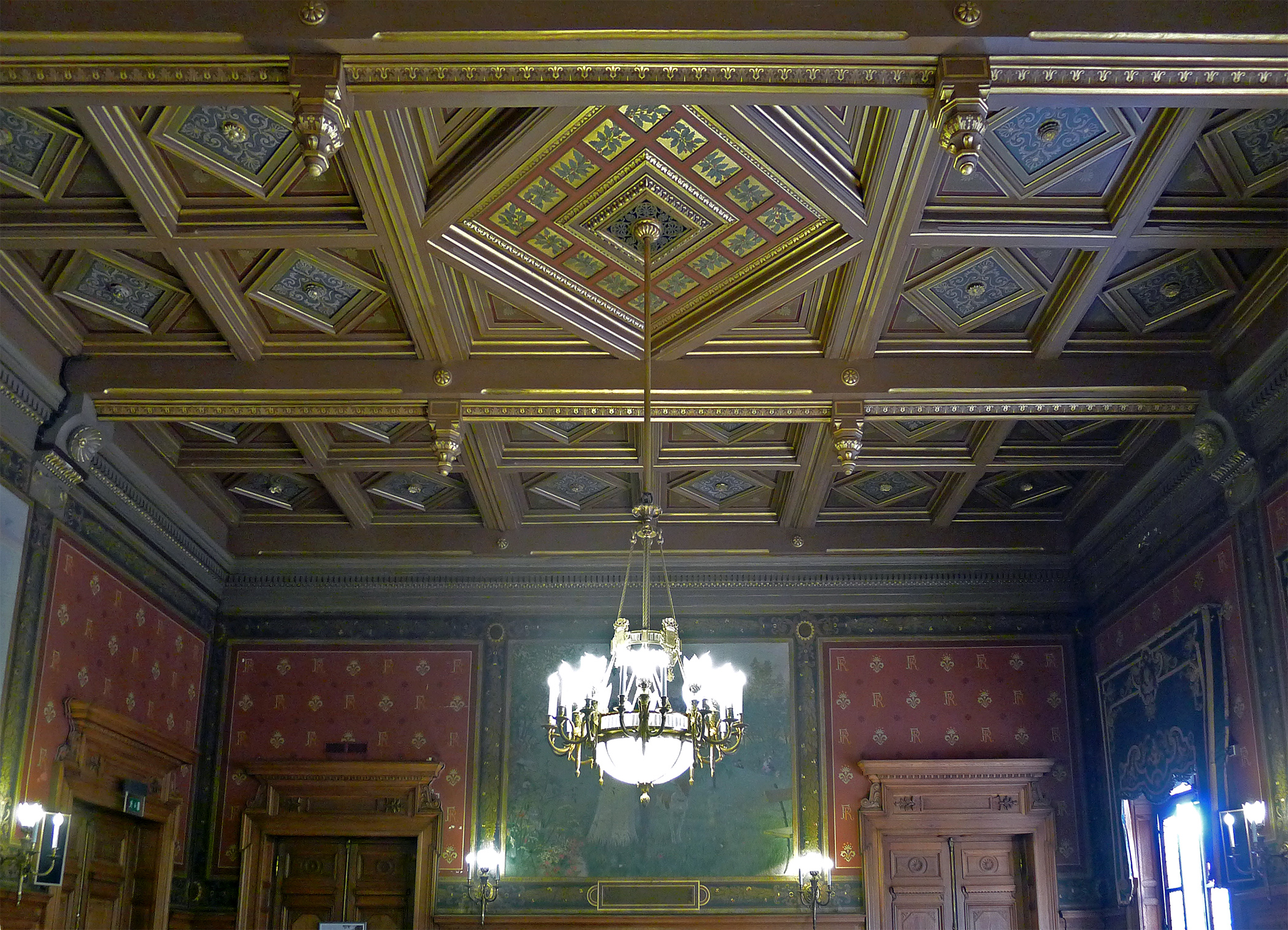